# Jawa (Star Wars)

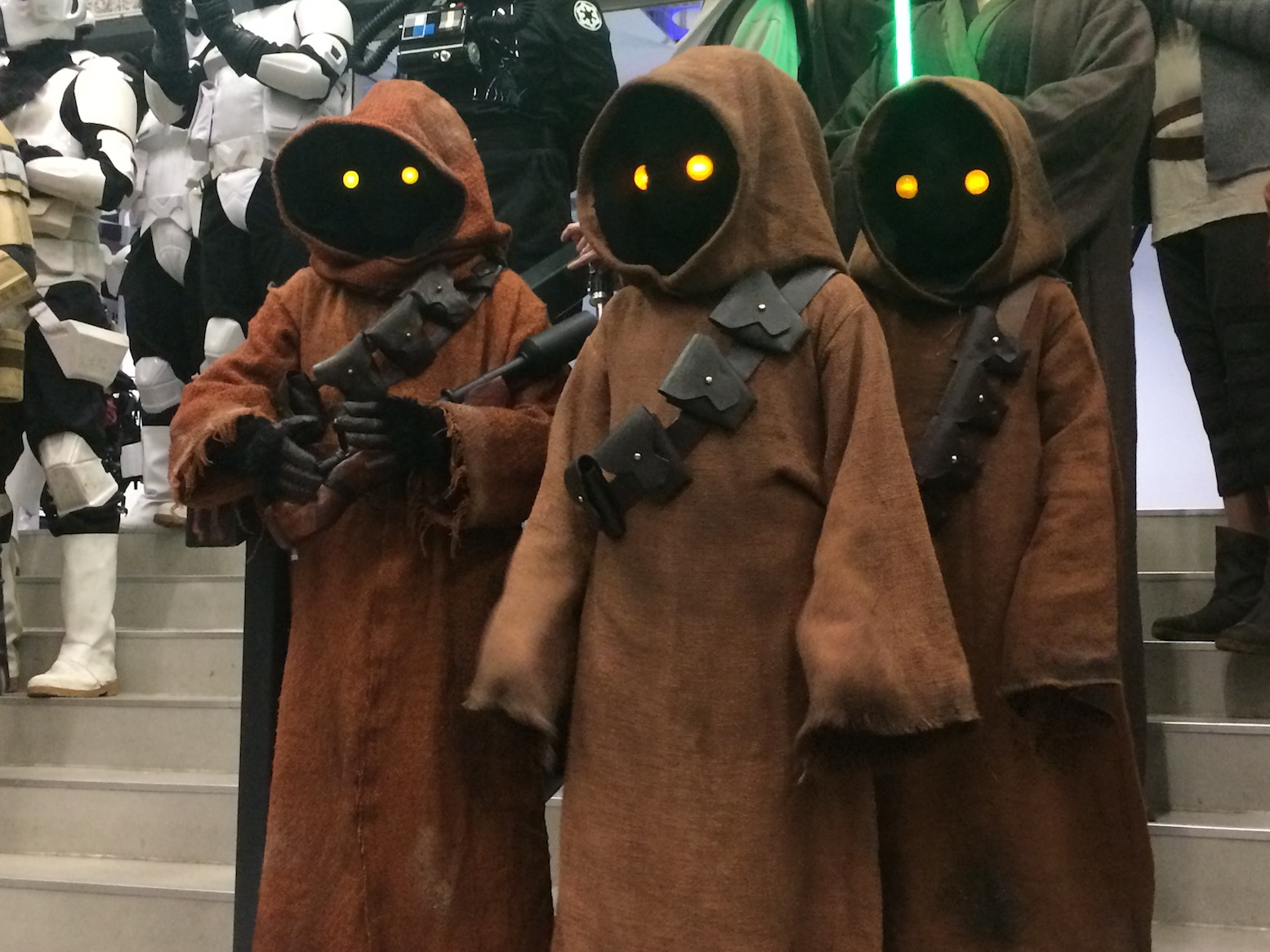
Lidé v převlecích za příslušníky rasy Jawa.

Jawa je fiktivní mimozemská rasa ze světa filmů Star Wars. Jawové jsou metroví, hlodavcům podobní tvorové obývající planetu Tattooine. Jawové se schovávají ve svých hnědých hábitech s kapucí, z nichž jim lze vidět pouze jejich žlutě svítivé oči. Průměrná délka dožití u Jawů je cca 80 let.
Pro svou obživu Jawové sbírají a kradou trosky a šrot z robotů či vesmírných lodí, který následně opravují a předprodávají obyvatelům Tatooinu. Společnost Jawů je složena z klanů. Jednou za rok se všechny klany scházejí v Dunovém moři na Tatooinu a probíhá mezi nimi výměnný obchod s nejcennějšími úlovky. Nejdůležitější člen klanu je vždy žena, která zastává roly šamanky a rozhoduje o všech každodenních činnostech klanu.
Jawové se v Star Wars universu poprvé objevili ve filmu Star Wars: Nová naděje.